# 菅生新
菅生 新（すごう あらた、1959年8月8日 - ）は、日本の経営コンサルタント、放送ジャーナリスト、著作家、タレント。
株式会社出前館の社外取締役、取締役を歴任した。

## 来歴・人物
高知県高知市生まれ。清風南海高等学校、同志社大学法学部卒業。大学在学中、太秦の撮影所で俳優のアルバイトをしており、『水戸黄門』や『暴れん坊将軍』などへの出演経験がある。
大学卒業後は藤沢薬品工業に就職。独立後に経営コンサルタントとして活動し、主にベンチャー企業の顧問、執筆、研修、講演活動を行うほか、テレビ・ラジオのメインキャスターとして、多くの企業家との経済対談番組に出演する。
次世代リーダーのための企業家交流勉強会「サクセスファイターズ」を主催している。また、一般社団法人アジア経営者連合会の顧問を務めている。そのほか、大阪市立大学の非常勤講師も務めている。著書に『スゴー家の人々 〜自叙伝的 子育て奮闘記〜』（トランスワールドジャパン）などがある。
長男は俳優・歌手の菅田将暉（本名：菅生大将）。次男はマルチアーティスト・歌手のこっちのけんと（本名：菅生健人）。三男は俳優の菅生新樹。
趣味は映画鑑賞、ギター、カラオケ、ゴルフ。特技はクイズ、子育て。専門分野は人材育成、経済。

## 番組出演
テレビ
- 菅生新のサクセスファイター（サンテレビ） - メインキャスター
- 菅生新のドリームファイター
- 菅生新のビジネスハンター
- VOICE（MBSテレビ） - コメンテーター

ラジオ
- 新・りえ●の幸せの法則（MBSラジオ）
- 新・りえ●のトレンドジャンキー!（MBSラジオ）
- 菅生新の幸せde Night!!（レインボータウンFM）

## 受賞
- 2018年 - ベスト・ファーザー賞 in 関西[6]

## 著書
- 成功した起業家はなぜモチベーションを持ち続けられるのか（2007年12月、しののめ出版、ISBN 978-4434114427）
- スゴー家の人々 〜自叙伝的 子育て奮戦記〜（2017年12月、トランスワールドジャパン、ISBN 978-4862562142）
- 成功する人はなぜ 「やる気」を持ち続けられるのか?（2018年3月、トランスワールドジャパン、ISBN 978-4862562364）